# Pinang (Susoh)
Pinang is een bestuurslaag in het regentschap Aceh Barat Daya van de provincie Atjeh, Indonesië. Pinang telt 491 inwoners (volkstelling 2010).